# Hamilton-Est—Stoney Creek (circonscription provinciale)
Circonscription électorale provinciale du Canada
Hamilton-Est—Stoney Creek ((en) Hamilton East—Stoney Creek) est une circonscription provinciale de l'Ontario représentée à l'Assemblée législative de l'Ontario depuis 2007.

## Géographie

Hamilton-Est—Stoney Creek

La circonscription est située dans le sud de l'Ontario et représente la ville d'Hamilton.
Les circonscriptions limitrophes sont Niagara-Ouest, Hamilton-Centre, Hamilton Mountain et Flamborough—Glanbrook.

## Historique
| Législature                                          | Années        | Député | Député       | Parti                     |
| ---------------------------------------------------- | ------------- | ------ | ------------ | ------------------------- |
| Circonscription issue d'Hamilton-Est et Stoney Creek |               |        |              |                           |
| 39e                                                  | 2007-2011     |        | Paul Miller  | Néo-démocrate             |
| 40e                                                  | 2011-2014     |        | Paul Miller  | Néo-démocrate             |
| 41e                                                  | 2014-2018     |        | Paul Miller  | Néo-démocrate             |
| 42e                                                  | 2018-2022     |        | Paul Miller  | Néo-démocrate             |
| 42e                                                  | 2022-2022     |        | Paul Miller  | Indépendant               |
| 43e                                                  | 2022–2025     |        | Neil Lumsden | Progressiste-conservateur |
| 44e                                                  | 2025–en cours |        | Neil Lumsden | Progressiste-conservateur |

## Circonscription fédérale
Depuis les élections provinciales ontariennes du 4 octobre 2007, l'ensemble des circonscriptions provinciales et des circonscriptions fédérales sont identiques.